# Prževal'skoe
Prževal'skoe (in russo Пржевальское?; fino al 1964: Sloboda, Слобода́) è un insediamento di tipo urbano dell'oblast' di Smolensk, in Russia; è situato nel distretto Demidovskij. Il primo insediamento sul sito del moderno villaggio risale al IV secolo circa. La prima menzione di Sloboda risale al 1724. Nel 1964 fu ribattezzato in onore di Nikolaj M. Prževal'skij.
Si trova sulla riva del lago Sapšo, nel nord-ovest della regione di Smolensk, sull'altopiano di Smolensk-Mosca, 120 km a nord di Smolensk.